# Furacão Irene
O furacão Irene foi um furacão atlântico de categoria 3 (Escala de furacões de Saffir-Simpson) que provocou diversos danos a nações caribenhas antes de sua chegada em terra na Carolina do Norte e Sul. Rumou para o norte, atingindo diversos estados da costa oriental: Virgínia, Nova Jersey, Nova York, Massachusetts, Vermont e outros, além do Canadá.

## Rota do furacão
O Irene atingiu Haiti, República Dominicana e em Porto Rico, deixando quatro vítimas. Em 25 de agosto, chegou às Bahamas com categoria três. Ao meio-dia do dia 27, o furacão chegou aos estados americanos da Carolina do Norte e Carolina do Sul. Depois rumou para o estado da Virgínia.
O presidente americano Barack Obama e o prefeito de Nova York, Michael Bloomberg, ordenaram evacuação imediata da cidade de Nova York e de Nova Jersey. Mais de 370 mil pessoas deixaram suas casas. Os aeroportos e o transporte da cidade foram fechados. Mais de 12 mil voos foram cancelados na Costa Leste dos EUA.
O Irene atingiu Nova Jersey. Em Fairfield, cerca de 20 casas perto do rio Passaic ficaram cobertas por até 1,5 metros de água. Vários moradores saíram de lá com água pelo peito ou por meio de botes.
Na manhã de 28 de agosto, o Irene chegou a Nova York com ventos de 104 km/h, alagando algumas ruas da Baixa Manhattan e derrubando a energia elétrica. O olho do furacão tocou a terra, próximo a Coney Island. Havia cerca de 30 centímetros de água na região. Os fortes ventos e chuvas forçaram o fechamento de três pontes que levam à península de Rockaways. Seis pessoas morreram na cidade. Apesar disso, Nova York escapou quase ilesa da tempestade.
Após a passagem pela cidade, o Irene, que foi rebaixado a tempestade tropical, rumou para Massachusetts a uma velocidade de 40 km/h. Atingiu o estado de Vermont, provocando inundações históricas, sendo a pior das últimas décadas. Logo depois, na madrugada de 29 de agosto, chegou à área de Quebec, no Canadá. Em Montreal, as chuvas foram intensas e os ventos chegaram a 65 km/h. Logo depois, a tempestade se dissipou.

## Consequências
Na Flórida, um surfista morreu após ser derrubado de sua prancha em New Smyrna Beach. Na Carolina do Sul, duas pessoas morreram, uma após sofrer um acidente de carro por conta do mau tempo e outra em consequência de ataque cardíaco enquanto pregava tábuas para proteger sua casa da tempestade. No Condado de Nash, outra pessoa morreu quando um galho de uma árvore o atingiu. Na Virgínia, as autoridades confirmaram a morte de duas pessoas. Muitas outras mortes foram confirmadas.
| País                 | Mortos | Desaparecidos |
| Porto Rico           | 1      | 0             |
| República Dominicana | 5      | 0             |
| Haiti                | 3      | 0             |
| Estados Unidos       | 40     | 8             |
| Canadá               | 0      | 1             |
| Total                | 49     | 9             |

Cerca de 5,5 milhões de pessoas ficaram sem eletricidade em vários estados da Costa Leste. Em Nova York, por volta de 80 mil consumidores ficaram sem energia elétrica.
Barack Obama disse: “Vai demorar para que nos recuperemos de uma tempestade dessa magnitude”. “Os efeitos ainda estão sendo sentidos em grande parte do país, inclusive na Nova Inglaterra e em Estados como Vermont, onde houve enormes inundações. Vou assegurar que a Fema (Agência Federação de Gerenciamento de Emergências) e outras agências façam de tudo ao seu alcance para ajudar as pessoas no terreno.”
Obama ainda lembrou que, sem a evacuação em Nova York, teria sido pior, pois, quando o Furacão Katrina atingiu os Estados Unidos, o ex-presidente George W. Bush foi muito criticado pela demora ao socorro às vítimas. A pré-candidata na eleição presidencial de 2012, Michele Bachmann, fez uma piada de gosto duvidoso. Disse que o terremoto e o furacão que atingiram a Costa Leste na mesma semana eram a maneira que Deus tinha encontrado para alertar os políticos de que é preciso cortar gastos e conter o aumento da dívida dos Estados Unidos. “Eu não sei o que Deus precisa fazer para chamar a atenção dos políticos”, disse Michelle. Ela tentou se desculpar posteriormente, mas não escapou dos ataques da imprensa americana.
As estimativas de danos nos Estados Unidos foram estimadas em cerca de 13,5 bilhões de dólares, tornando Irene um dos furacões mais caros já registrados no país. Além disso, as perdas monetárias no Caribe e no Canadá foram de 830 milhões de dólares e 130 milhões de dólares, respectivamente, totalizando um prejuízo de 14,2 bilhões de dólares. Devido ao impacto causado, o nome Irene foi aposentado. Foi substituído por Irma na temporada de furacões no Atlântico de 2017.